# Dean Burmester
Dean Burmester (Mutare, Zimbabwe, 2 juni 1989) is een Zuid-Afrikaans golfprofessional. Hij werd in 2010 actief op de Sunshine Tour.

## Loopbaan
Voordat Burmester in 2010 een golfprofessional werd, was hij een golfamateur en won hij één golftoernooi. Midden juni 2013 behaalde hij op de Sunshine Tour zijn eerste profzege door de Polokwane Classic te winnen.

## Prestaties

### Amateur
- 2009: International Team Championship

### Professional
Sunshine Tour
| Nr. | Datum         | Toernooi                      | Score           | Score | Info           |
| --- | ------------- | ----------------------------- | --------------- | ----- | -------------- |
| 1   | 15 juni 2013  | Polokwane Classic             | 69-67-68=204    | –12   | [ 1 ]          |
| 2   | 4 juli 2014   | Sun City Challenge            | 68-67-71=206    | –10   | [ 2 ]          |
| 3   | 12 april 2015 | Golden Pilsener Zimbabwe Open | 67-66-72-67=272 | –16   | [ 3 ]          |
| 4   | 24 mei 2015   | Lombard Insurance Classic     | 63-65-65=193    | –23   | Toernooirecord |